# Gran Premio Bruno Beghelli 2019
Il Gran Premio Bruno Beghelli 2019, ventiquattresima edizione della corsa, valevole come evento dell'UCI Europe Tour 2019 e della Ciclismo Cup 2019, di categoria 1.HC. Si svolse il 6 ottobre 2019 su un percorso di 199,3 km, con partenza e arrivo a Monteveglio, in Italia. La vittoria fu appannaggio dell'italiano Sonny Colbrelli, il quale terminò la gara in 4h35'59", alla media di 43,329 km/h, precedendo lo spagnolo Alejandro Valverde e l'australiano Jack Haig.
Sul traguardo di Monteveglio 101 ciclisti, su 167 partenti, portarono a termine la competizione.

## Squadre partecipanti
| N.      | Cod. | Squadra                       |
| ------- | ---- | ----------------------------- |
| 1-7     | TFS  | Trek-Segafredo                |
| 11-17   | TJV  | Team Jumbo-Visma              |
| 21-27   | MTS  | Mitchelton-Scott              |
| 31-37   | MOV  | Movistar Team                 |
| 41-47   | UAD  | UAE Team Emirates             |
| 51-57   | GFC  | Groupama-FDJ                  |
| 61-67   | EF1  | EF Education First            |
| 71-77   | AST  | Astana Pro Team               |
| 81-87   | ALM  | AG2R La Mondiale              |
| 91-97   | TBM  | Bahrain-Merida                |
| 101-107 | INS  | Team Ineos                    |
| 111-117 | PCB  | Team Arkéa-Samsic             |
| 121-127 | NSK  | Neri Sottoli Selle Italia KTM |

| N.      | Cod. | Squadra                            |
| ------- | ---- | ---------------------------------- |
| 131-137 | WGG  | Wanty-Gobert Cycling Team          |
| 141-147 | NIP  | Nippo-Vini Fantini-Faizanè         |
| 151-157 | GAZ  | Gazprom-RusVelo                    |
| 161-167 | CJR  | Caja Rural-Seguros RGA             |
| 171-177 | BRD  | Bardiani CSF                       |
| 181-187 | ANS  | Androni Giocattoli-Sidermec        |
| 191-197 | SAN  | Sangemini-Trevigiani-MG.Kvis       |
| 201-207 | AMO  | Amore & Vita-Prodir                |
| 211-217 | BHP  | BeltramiTSA Hopplà Petroli Firenze |
| 221-227 | CPK  | Team Colpack                       |
| 231-237 | GTV  | Giotti Victoria-Palomar            |
| 241-247 | BIC  | Biesse Carrera                     |

## Ordine d'arrivo (Top 10)
| Pos. | Corridore           | Squadra      | Tempo    |
| ---- | ------------------- | ------------ | -------- |
| 1    | Sonny Colbrelli     | Bahrain      | 4h35'59" |
| 2    | Alejandro Valverde  | Movistar     | s.t.     |
| 3    | Jack Haig           | Mitchelton   | s.t.     |
| 4    | David Gaudu         | Groupama     | s.t.     |
| 5    | Bauke Mollema       | Trek         | s.t.     |
| 6    | Guillaume Martin    | Wanty        | s.t.     |
| 7    | Iván García Cortina | Bahrain      | a 5"     |
| 8    | Andrea Pasqualon    | Wanty        | a 7"     |
| 9    | Sep Vanmarcke       | EF Education | s.t.     |
| 10   | Jon Aberasturi      | Caja Rural   | s.t.     |